# Manzini North
Manzini North ist ein Inkhundla (Verwaltungseinheit) in der Region Manzini in Eswatini. Das Inkhundla ist 28 km² groß und hatte 2007 gemäß Volkszählung 39.529 Einwohner.
Das Inkhundla umfasst ungefähr die Nordhälfte von Manzini, der größten Stadt Eswatinis.
Es gliedert sich in die Imiphakatsi (Häuptlingsbezirke) Dwaleni, Emakholweni, Manzini Central, Mnyenyweni, Mzimmene und St Pauls.